# Toute une vie à aimer
Toute une vie à aimer (Though None Go with Me) est un téléfilm américain réalisé par Armand Mastroianni, et diffusé le 8 avril 2006 sur Hallmark Channel.

## Fiche technique
- Titre original : Though None Go with Me
- Réalisation : Armand Mastroianni
- Scénario : Pamela Wallace, tiré du roman de Jerry B. Jenkins (en)
- Photographie : Amit Bhattacharya
- Musique : Nathan Furst
- Pays :  États-Unis
- Durée : 95 minutes

## Distribution
- Cheryl Ladd (VF : Céline Monsarrat) : Elizabeth Bishop
- Amy Grabow : Elizabeth Leroy jeune
- Bruce Weitz (VF : Philippe Ariotti) : Will Bishop
- Brad Rowe (VF : Damien Boisseau) : Ben Philips jeune
- Peter White : Ben Philips
- Denise Grayson : Sally âgée
- Christopher Allport : Dr Leroy
- Alan Feinstein (en) : Dr Delgado
- Chase Ryan Jeffery : Richie
- Mariana Klaveno : Carrie
- Lindy Newton : Lisa
- David Norona (en) : Will jeune
- Mark Satin : Révérend Harmon

 Source et légende : version française (VF) sur RS Doublage et selon le carton de doublage télévisuel.